# Rosa koreana
Rosa koreana är en rosväxtart som beskrevs av Vladimir Leontjevitj Komarov. Rosa koreana ingår i släktet rosor, och familjen rosväxter.

## Underarter
Arten delas in i följande underarter:
- R. k. roseopetala
- R. k. glandulosa